# Drosophila semipruinosa
Drosophila semipruinosa är en tvåvingeart som beskrevs av Léonidas Tsacas 2002. Drosophila semipruinosa ingår i släktet Drosophila och familjen daggflugor.
Artens utbredningsområde är Kamerun.